# بدر الدين الحامد
[[ملف:|تصغير|يسار|بدر الدين الحامد (شاعر العاصي) - حماة]]
بدر الدين بن محمود الحامد (1315- 1381 هـ / 1897- 1961 م) شاعر سوري، وهو أخو العالم الشيخ محمد الحامد. قرض الشعر وهو فتى ولقِّب بشاعر العاصي.

## سيرته
بدر الدين بن محمود الحامد، شاعر ومناضل وطني، ولد في مدينة حماة السورية، وقضى حياته فيها. ترعرع في أسرة محافظة يغمرها العلم ويفيض منها الشعر والأدب، فأبوه وأخواله وإخوته كلهم أدباء، وكلهم من العلماء في مدينة حماة، فنشأ متأثراً بهذا المناخ.
درس على يد أبيه العلوم الدينية والقرآن الكريم واللغة العربية، وبعد أن أنهى دراسته الثانوية انتقل إلى دار المعلمين ونال أهلية التعليم الابتدائي عام 1923، ثم تخرج من الكلية الصلاحية بالقدس، وقد اعتنى بإخوته وخاصة أخيه العالم محمد الحامد،ووفر لهم سبل العيش الكريم.

## نضاله
حين خيّم الاستعمار الفرنسي على سوريا عام 1920 ، كان بدر الدين الحامد في أوج شبابه وحماسته وتفجر شاعريته، فشارك في الحركات الوطنية، واتجه للشعر القومي والسياسي يلقيه في المناسبات، ويثير به العزائم، كما انخرط في العمل الوطني ومحاربة الاستعمار الفرنسي (الذي امتد بين عامي 1920-1946) حيث كان من رجالات الكتلة الوطنية التي كان يرأسها شكري القوتلي. ألقي القبض عليه إبان ثورة حماة عام 1925 وزُجّ به في السجن، حيث ذاق صنوف العذاب والقهر في معتقله، ولاسيما بعد إخفاق محاولته في الهرب، وقد تحدث عن هذه التجربة المرة في شعره، فقال: 
ولما أفرج عنه بكى كثيراً -كما يقول- على ما صارت إليه البلاد، وكأن هذه الحوادث أيقظت فيه الشعور بالألم مرة ثانية، فانصرف إلى نظم الشعر الباكي.
كان لبدر الدين الحامد علاقة وطيدة برئيس الكتلة الوطنية رئيس الجمهورية شكري القوتلي، وله فيه قصائد كثيرة، من ذلك قصيدة قالها مرحـّباً به حين زار حماة سنة 1947:

## حياته المهنية
أمضى الشاعر بدر الدين الحامد حياته متنقلاً بين التدريس والعمل الإداري، فبعد أن درّس اللغة العربية وآدابها في مدارس حمص وحماة أكثر من ستة وعشرين عاماً، عين عام 1946 مفتشاً للمعارف في حماة، ثم مديراً للتربية فيها. كما كان له نشاط اجتماعي، فقد كان عضواً في الرابطة الثقافية التي ضمت خريجي الكلية الصلاحية.

## حياته الاجتماعية
تجاذبت الشاعر في حياته مجموعة من النزاعات والأهواء، فقد كان في أسرة يغلب عليها الرصانة والالتزام في تدينها، فوجد نفسه مقيداً بأغلال أسرته التي حاول الهروب منها إلى مجالس الطرب ، مع رفاقه من الأدباء والموظفين من أصحاب الطرفة والظرف والأدب، فعاش حياةً من التناقضات في شخصية عكستها مرآة شعره، بين عالم من الجدية ،وعالم من اللهو والمرح. وبين هذين العالمين وجد نفسه مثقلاً بهموم الحيرة واضطراب النفس.فنسمعه يقول:

## شعره

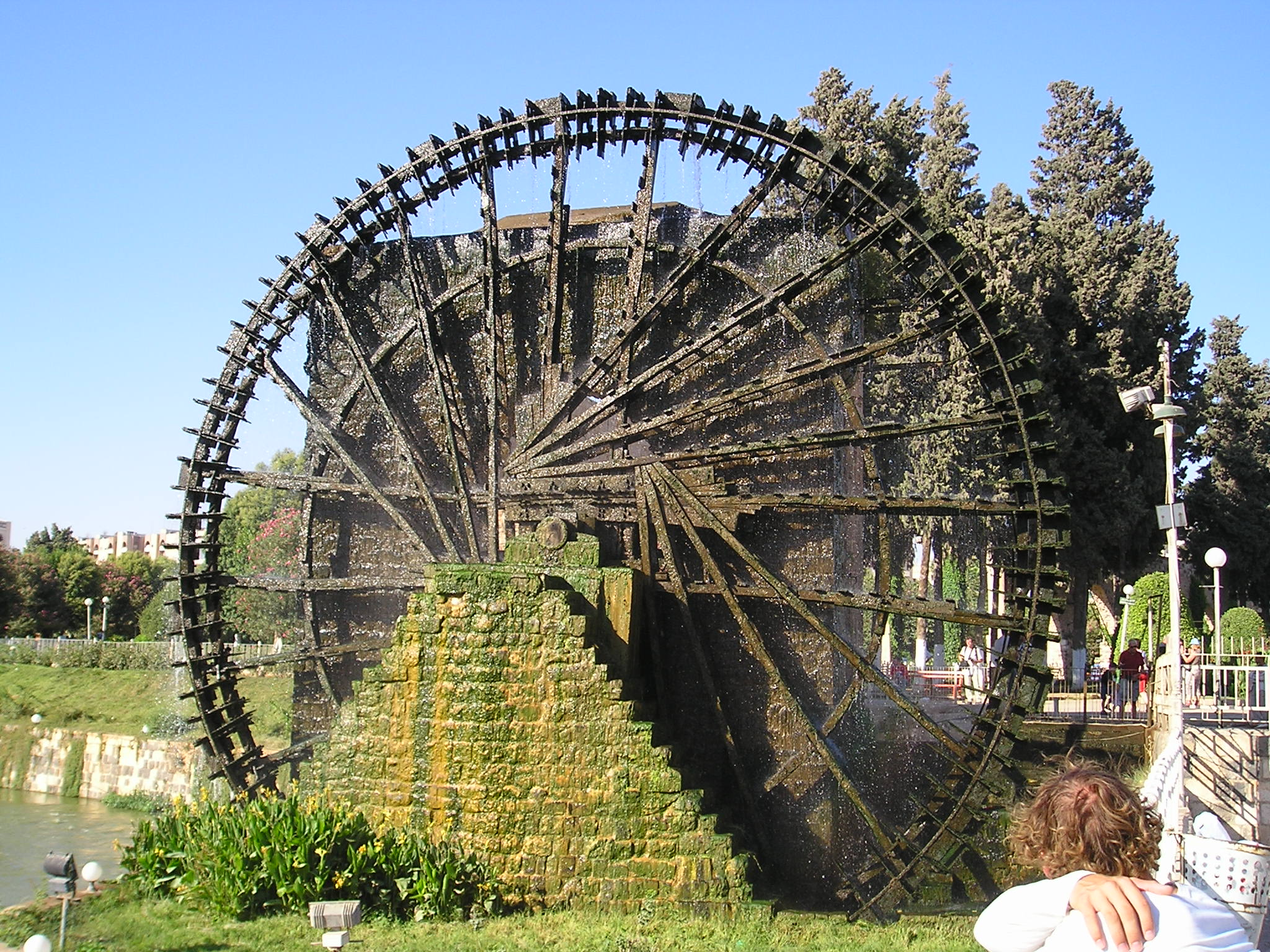
مدينة حماة ونواعيرها الشهيرة التي طالما تغنى بها

كان بارعاً في إلقاء الشعر، ذا لفظ غاية في الفصاحة، وفي صوته عنّة تمده بتأثير في سامعيه أضعاف ما يؤثر شعره فيهم إذا قرئ عليهم.
يتوزع شعر بدر الدين الحامد على أربعة أغراض رئيسة هي: الشعر الوطني والقومي، والشعر الصوفي، وشعر الخمرة، وشعر الغزل.
اشتهر بأنه شاعر لكل مناسبة وطنية، فله أشعار في القضية الفلسطينية والثورات العربية فكان شعره سجلاً لأحداث وطنه، وقد خلّد فيه بطولات الثوار وفي مقدمتهم إبراهيم هنانو (1869- 1935)، وتعد قصيدته الرائعة «يوم الجلاء» من أهم وأشهر قصائده الوطنية التي نظمها ولانزال حتى اليوم نرددها في ذكرى جلاء المستعمر الفرنسي عن سوريا عام 1946: يوم الجلاء هو الدنيا وزهوتها والتي منها:
كما تجد نكبة فلسطين صدىً في شعره القومي، فقد عكرت هذه النكبة النكباء سماء العرب الصافية بدخانها القاتم ، وأدت إلى فرقتهم حيناً والتقائهم حيناً آخر، ويأسف كيف أن اليهود شادوا مستعمراتهم في قلب الوطن العربي، والعرب لاهون عنهم وغير مكترثين بهم:
أما شعره الصوفي الذي امتزج فيه الغزل بالخمريات، والحب الإلهي بحب المرأة، فقد تأثر فيه بوالده الشيخ محمود الحامد الذي كان أحد أقطاب المذهب الصوفي في مدينة حماة كقوله:
وبالنسبة لشعره الغزلي فقد كان انعكاساً لنفسه الحساسة، ومرآة لما يعتمل فيها من وجد وشوق وهيام، وتصويراً لمجالس الشراب والموسيقا واللهو والطرب مع أهل الفن، فقد كان يعشق النغم الجميل، ويدرك طبقات الأصوات الرخيمة، وكان الغناء رفيق حياته والمغنون رفاقه. ومن أرقّ شعره الغزلي الذي يأخذ بمجامع القلوب ويسحر الألباب قوله:
ولطالما تغنّى بحماة وبساتينها وغدرانها ونهرها ونواعيرها ومقاصفها. وقد غنى شعره مطربون كثر لحلاوة ذلك الشعر ورقته وخفة أوزانه. مثل قصيدته الشهيرة (أنا في سكرين من خمر وعين) التي تغنى بها المطرب صباح فخري.
يعد بدر الدين الحامد من الشعراء المطبوعين، وهو ذو موهبة ظاهرة تجلوها لغته العربية السليمة ومخزونه من المفردات والأبيات والقصائد المختارة من عيون الشعر العربي، وتجلت شاعريته في رقة الألفاظ وقوتها وجزالتها, وبساطة الأسلوب, وطول النَفَـس، وحسن الأداء، والنسج على منوال الشعراء العباسيين، ولا سيما البحتري الذي تأثر بأسلوبه أكثر من أي شاعر آخر. وتعد قصائده سجلاً واضحاً للكثير من الأحداث الوطنية الكبرى التي واجهتها سوريا إبّان الانتداب الفرنسي.

## دواوينه
أصدر ديوان «النواعير» سنة 1928، ورواية «ميسلون» سنة 1946 وهي عبارة عن مسرحية شعرية تبدأ أحداثها بإعلان الملكية في سوريا وتتويج الملك فيصل عام 1920 وتنتهي بخروجه من دمشق في 28 تموز/يوليو من نفس العام.
طبعت وزارة الثقافة بعد وفاته آثاره الشعرية الكاملة عام 1975 في مجلدين باسم «ديوان بدر الدين الحامد». وقد تم دراسة أعماله الشعرية الكاملة برسالة ماجستير قامت بها الباحثة صفاء حسني ناعسة في جامعة الشارقة عام 2008 درست فيها أغراضه الشعرية دراسة تحليلية وموسيقية

## وفاته
لقد أثر ظلام السجن والحياة المضطربة التي عاشها، وإقباله على مباهج الدنيا، أثرت جميعها في صحته، فاصطلحت عليه الأمراض والعلل، وهدت جسمه الناحل، إلى أن لقي المنية في 2 يوليو عام 1961 في مدينته حماة ودفن فيها.